# Pseudotocepheus orientalis
Pseudotocepheus orientalis är en kvalsterart som beskrevs av Durga Charan Mondal och Balsi Chand Kundu 1983. Pseudotocepheus orientalis ingår i släktet Pseudotocepheus och familjen Tetracondylidae. Inga underarter finns listade i Catalogue of Life.